# Mariánský sloup v Kroměříži

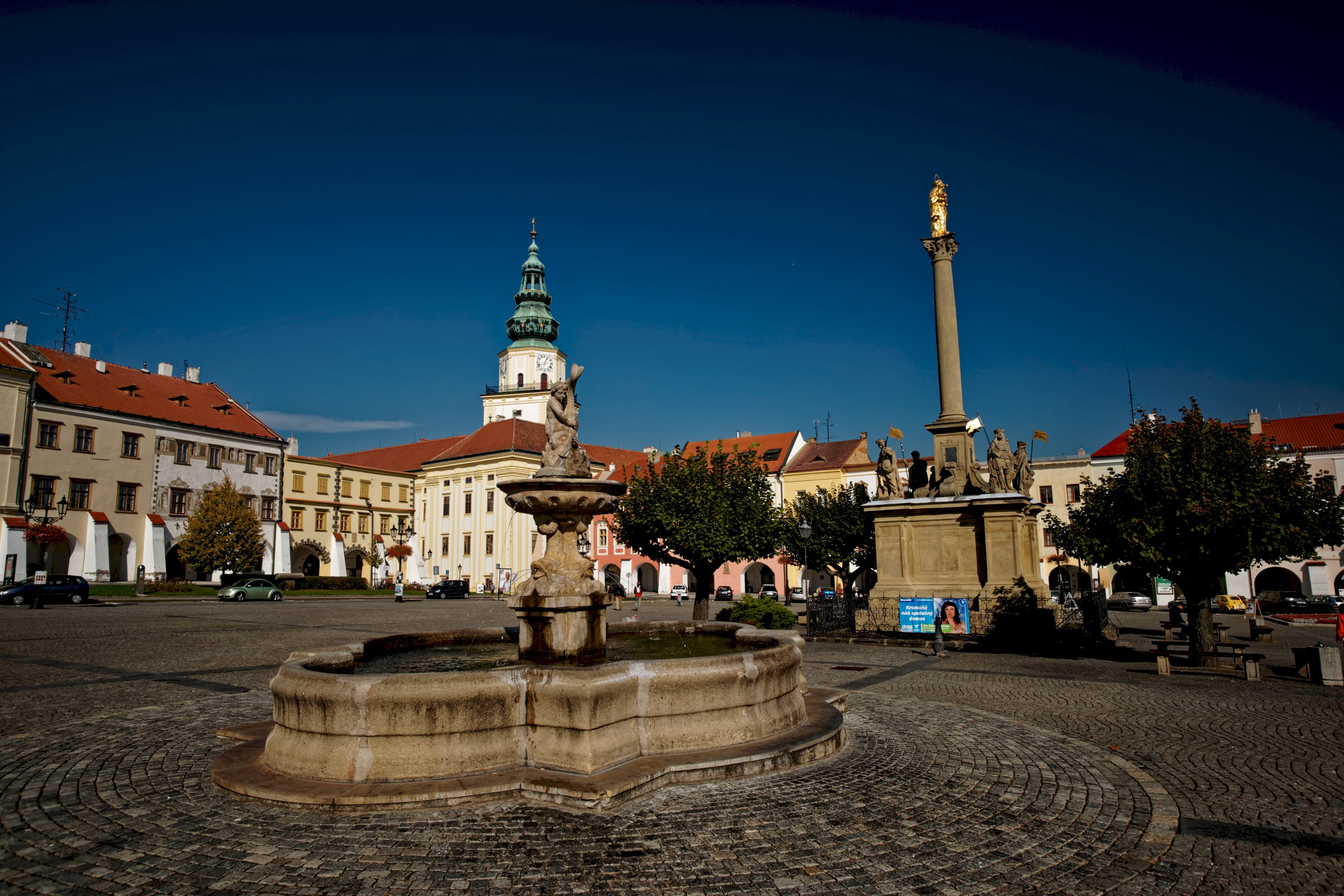
Pohled na sloup, v popředí kašna, v pozadí zámecká věž

Mariánský sloup v Kroměříži stojí na Velkém náměstí v blízkosti kašny a má pohledovou vazbu na Arcibiskupský zámek situovaný severně od Velkého náměstí. Je chráněn jako nemovitá kulturní památka České republiky pod číslem 21444/7-6009.

## Historie

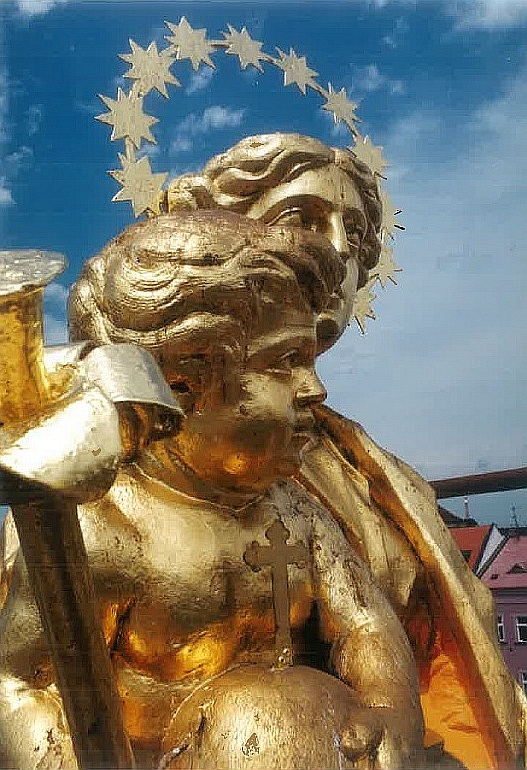
Detail Panny Marie s Ježíškem po restaurování v roce 1998

Sloup byl vystavěn na paměť a jako poděkování Panně Marii za ušetření obyvatel města před velkým morem v roce 1680. Sochařské dílo vytvořil Michael Zürn ml. se svou dílnou a se svým nevlastním bratrem Davidem a je reprezentantem raně barokního sochařství na Moravě, které ještě není pod přímým vlivem dynamického římského baroka, které na Moravu proudilo prostřednictvím Vídně. Samotná socha Panny Marie je pozlacená. 
První významná renovace proběhla po moru v roce 1716, jak dokládá dnes již nečitelný latinský nápis na zadní stěně podstavce – CIVITAS RENOVARI FECIT ANNO DOMINI 1716. V roce 1723 byly do rohů umístěny čtyři svítilny. Velkým zásahem bylo pozlacení vrcholové sochy, které proběhlo v roce 1832 jako poděkování za odvrácení cholerové nákazy. Podle Františka Václava Peřinky zuřila v roce 1831 v kroměřížské farnosti cholera. Město Kroměříž dalo kus pole na cholerový hřbitov, na kterém bylo pochováno 106 lidí. O dalším zásahu svědčí letopočet 1884 na zadní straně roucha vrcholové sochy. 
Další významná oprava proběhla v roce 1948 před výstavou „100 let českého národního života v Kroměříži", pořádanou v rámci oslav výročí zasedání říšského sněmu. V roce 1975 bylo obnoveno zlacení. Při restaurování v roce 1998 bylo provedeno oplechování svrchních ploch sloupu plechem. V roce 2020 bylo za podpory Programu regenerace městských památkových rezervací a městských památkových zón obnoveno zlacení sochy. Z celkové částky 670 tisíc korun činila podpora 365 tisíc.

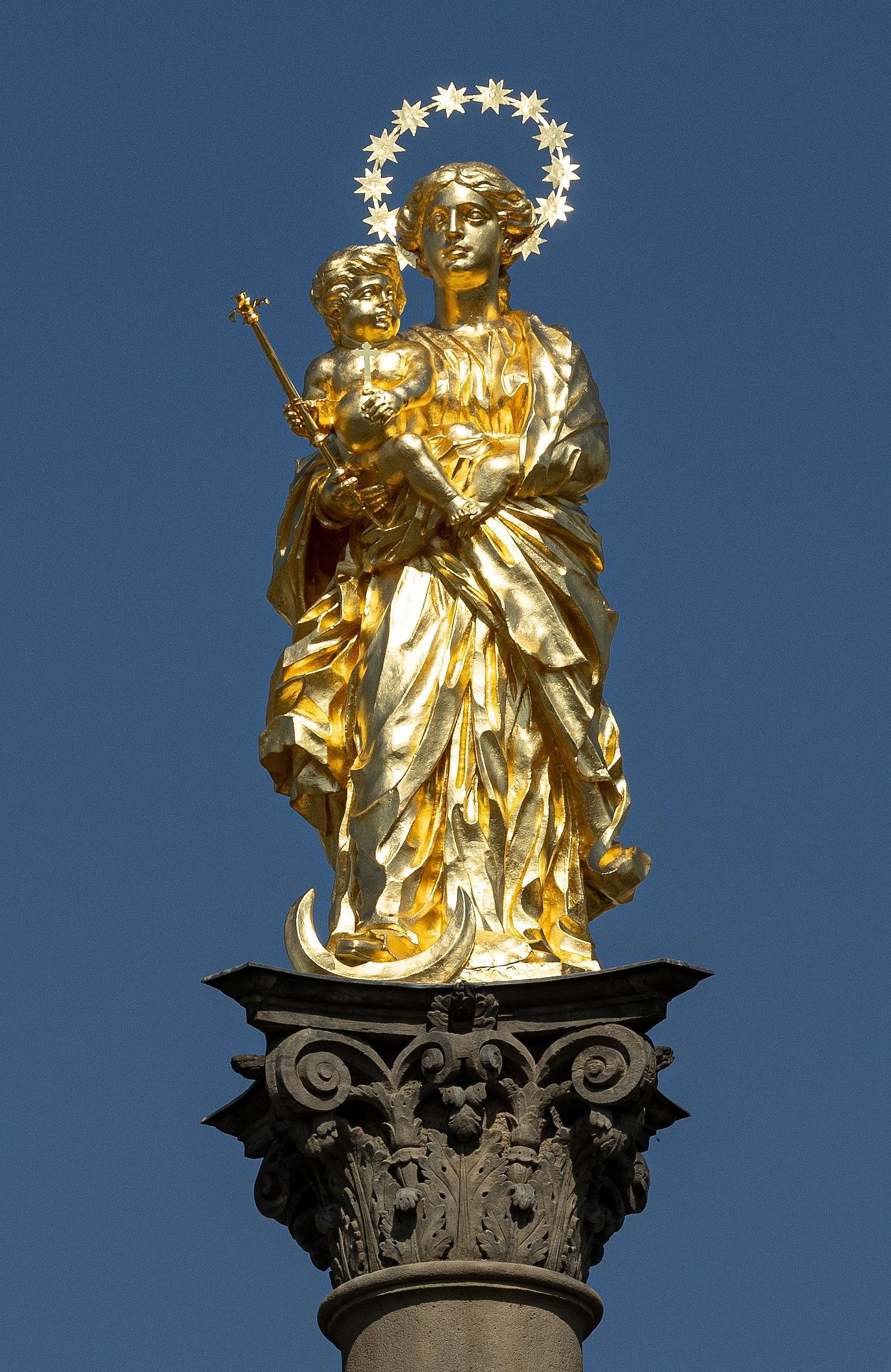
Socha Panny Marie po obnově zlacení v roce 2020

## Popis památky

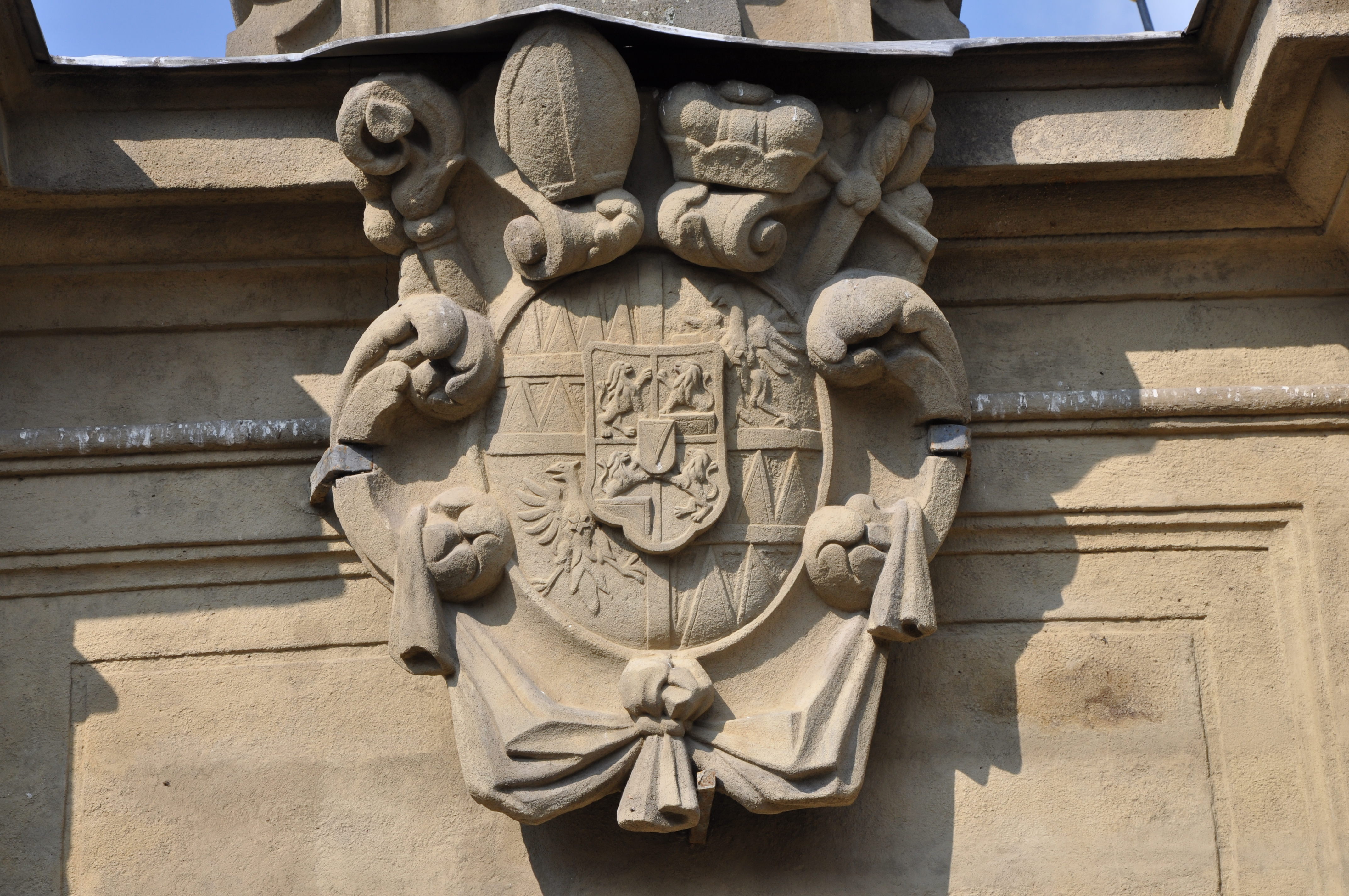
Znak olomouckého biskupa Karla II. z Liechtenštejna-Kastelkornu

Sloup má v půdorysu čtvercovou základnu se stranou 5,52 metrů s celkovou výškou sloupu včetně podstavce 16,3 metrů.  Samotná socha Panny Marie je vysoká 2,4 metrů. Kompozičně doplňují tuto dominantu náměstí 4 lípy, jejichž tvarované koruny nepřesahují hlavy soch stojících na podnoži sloupu.
Blokovitá podnož s odsazenými nárožími nese menší podstavec vlastního sloupu s volutově zakončenými opěráky a čtyřmi okénky, kterými bylo vidět věčné světlo svítící uvnitř podstavce. Samotný sloup je zakončen korintskou hlavicí, na níž spočívá socha Panny Marie s Ježíškem, který drží v ruce žezlo. Na nárožích podnože stojí na čelní straně sochy svatého Václava zastupujícího olomoucké biskupství, svatého Mořice reprezentující místní kolegiátní kapitulu. Zadní stranu podstavce zdobí sochy morového patrona svatého Rocha a svatého Floriána ochránce nejen před ohněm, ale i před povodněmi. Panna Marie je zobrazena jako immaculata, představující dle Apokalypsy ženu oděnou sluncem, s měsícem pod nohama a korunou dvanácti hvězd kolem hlavy. Sloup je obehnán kovovým oplocením s dvoukřídlou brankou v čelní straně, nahrazující původní pískovcovou balustrádu. Na čelní straně je umístěn kamenný znak olomouckého biskupa Karla II. z Liechtenštejna-Kastelkornu. Na zadní straně je umístěn znak městský.

## Sochy na nárožích podnože

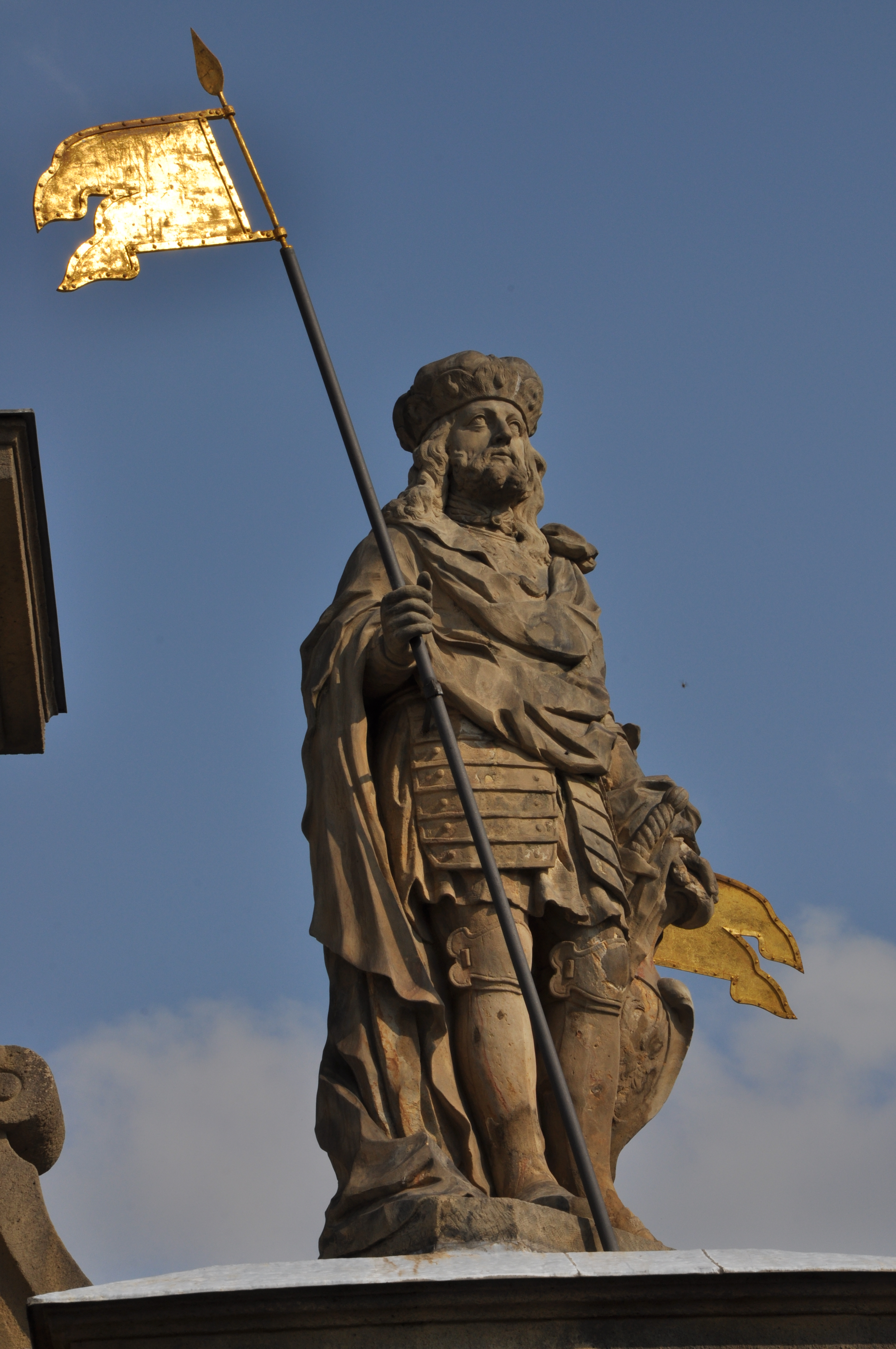
Svatý Václav
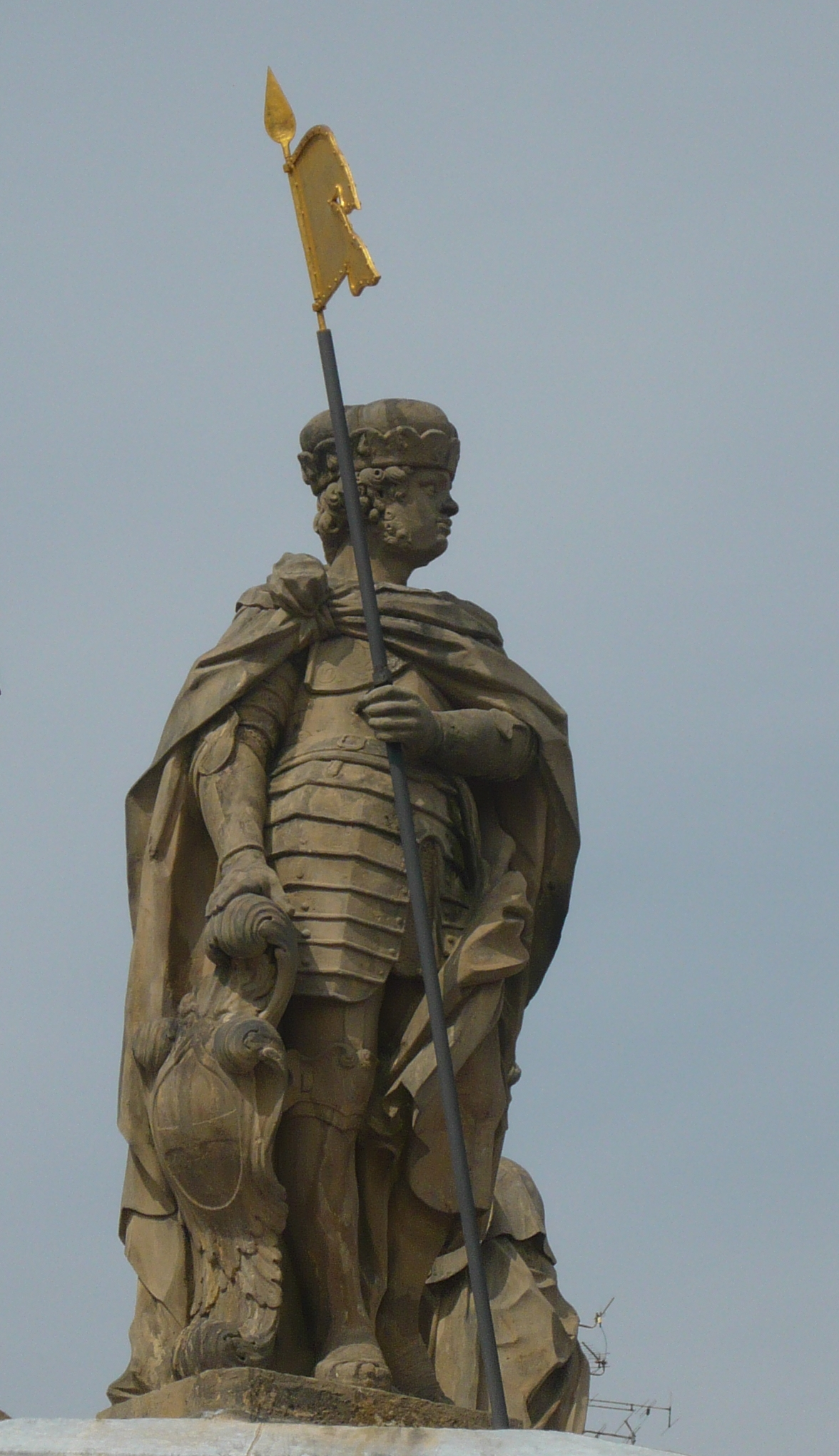
Svatý Mořic
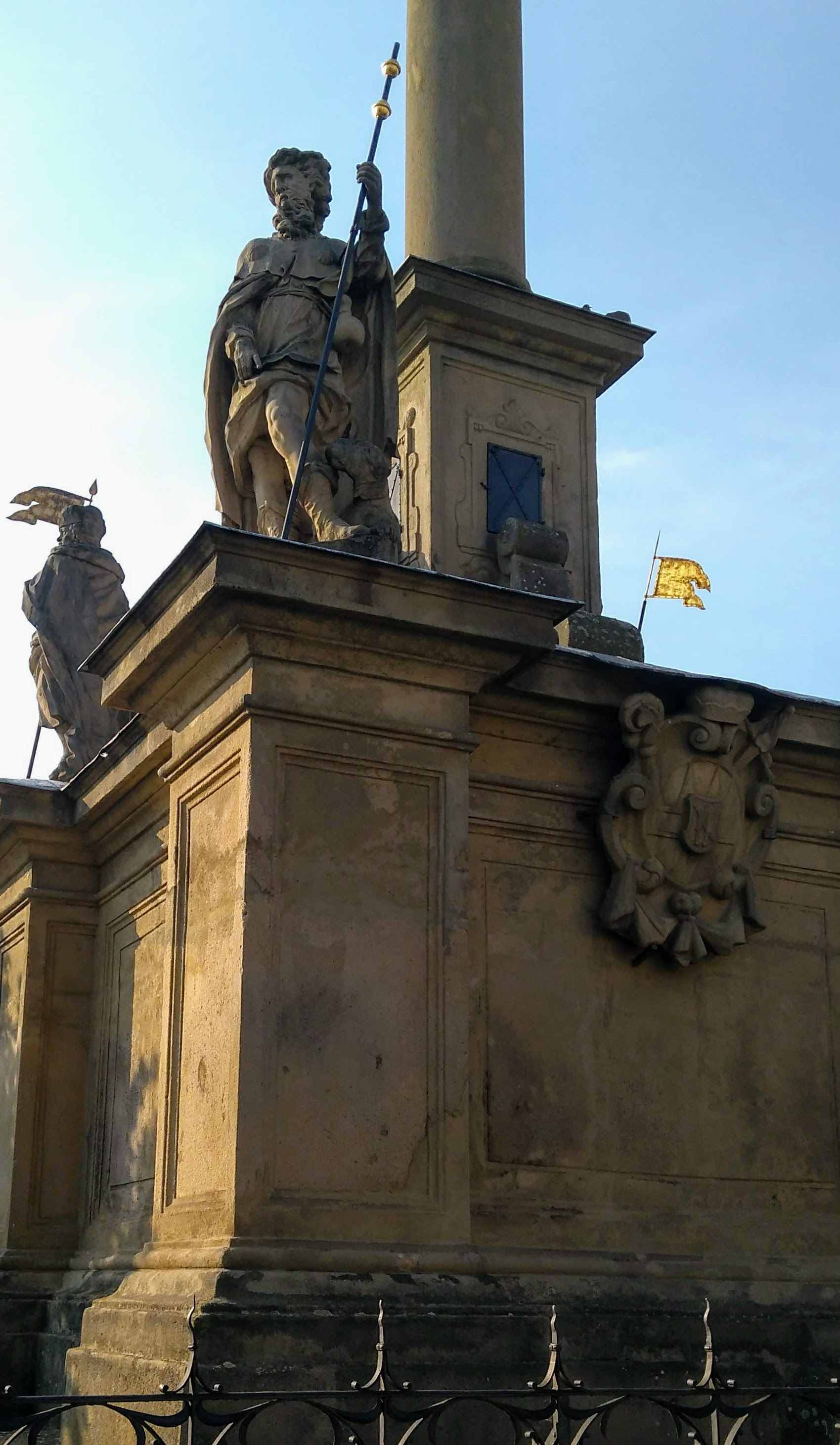
Svatý Rochus
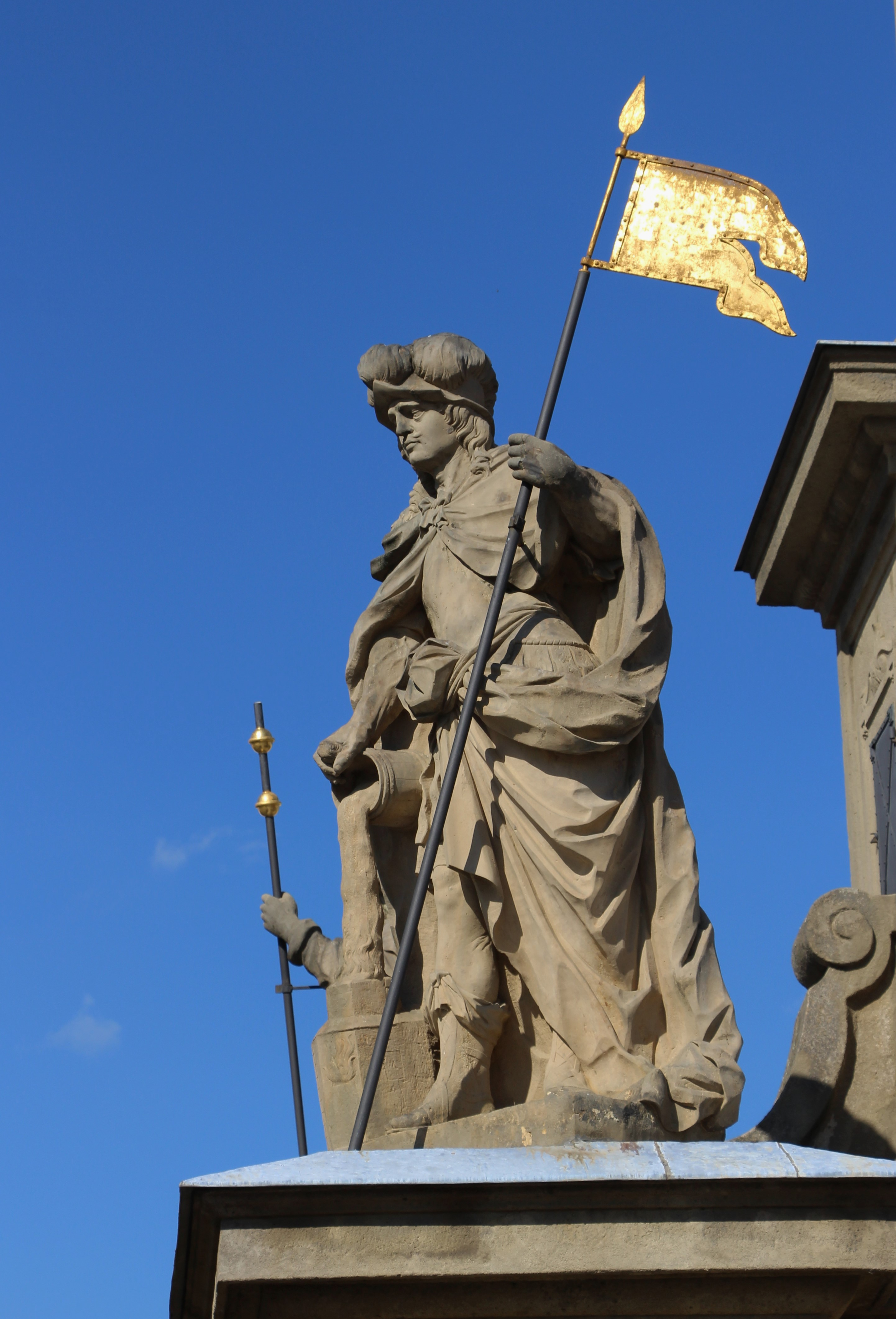
Svatý Florián